# Deganja Bet
Deganja Bet (hebr. דגניה ב') – kibuc położony w Samorządzie Regionu Emek ha-Jarden, w Dystrykcie Północnym, w Izraelu. Członek Ruchu Kibuców (Ha-Tenu’a ha-Kibbucit).

## Położenie
Kibuc jest położony w dolinie Kinaret, na południe od Jeziora Tyberiadzkiego w Dolnej Galilei. Leży w depresji Rowu Jordanu na wysokości 205 metrów p.p.m., na wschód od rzeki Jordan. Kibuc leży 10 kilometrów na południowy wschód od Tyberiady.
W jego otoczeniu znajdują się kibuce Deganja Alef, Sza’ar ha-Golan, Massada, Bet Zera i Alummot, oraz strefa przemysłowa Samach.

## Demografia
Liczba mieszkańców Deganji Bet:

## Historia
Kibuc został założony w 1920 przez żydowskich imigrantów z Europy, jako rozbudowa sąsiedniego kibucu Deganja Alef. Był to pierwszy kibuc zaprojektowany i wybudowany według projektu architekta Korenberga.
Podczas rewolty arabskiej w latach 1936–1939 kibuc został otoczony obronną palisadą. Wybudowano także wieżę obserwacyjną.
Przyjęta 29 listopada 1947 Rezolucja Zgromadzenia Ogólnego ONZ nr 181 przyznała te tereny państwu żydowskiemu. Jednak na samym początku wojny o niepodległość rejon doliny zaatakowały wojska syryjskie. W dniach 15-21 maja 1948 doszło tutaj do bitwy o dolinę Kinnarot, podczas której obrońcy Deganji Bet powstrzymali natarcie syryjskich czołgów.

## Kultura i sport
W kibucu znajduje się dom kultury i biblioteka. W skład zaplecza sportowego wchodzi basen kąpielowy, siłownia, boisko do koszykówki i korty tenisowe.

## Edukacja
Kibuc utrzymuje przedszkole. Starsze dzieci dowożone są do szkoły podstawowej w kibucu Deganja Alef.

## Turystyka
W kibucu znajduje się baza turystyczna z zapleczem noclegowym. Kibuc specjalizuje się w organizowaniu wycieczek rowerowych.

## Gospodarka
Gospodarka kibucu opiera się na intensywnym rolnictwie (pszenica, arbuzy, koniczyna i lucerna). Uprawiane są tutaj palmy daktylowe, banany, awokado i migdały. Hodowla bydła obejmuje 350 krów mlecznych i mięsnych. Roczna produkcja mleka wynosi 3,6 mln litrów.
Dodatkowo znajduje się tutaj zakład Degania Sprayers Co. Ltd, produkujący maszyny rolnicze. Założona w 1984 firma Silikon Degania Ltd produkuje wysokiej jakości produkty silikonowe dla potrzeb medycznych. Jest tu także firma Galita, produkująca słodycze.

## Infrastruktura
W kibucu znajduje się ośrodek zdrowia, gabinet stomatologiczny, dom opieki społecznej i sklep wielobranżowy.

## Osoby związane z kibucem
Mieszkańcem kibucu był Micha’el Kolganow, brązowy medalista w kajakarstwie (K-1 500 m) na Letnich Igrzyskach Olimpijskich 2000 w Sydney.

## Komunikacja
Z kibucu są trzy drogi wyjazdowe. Jadąc w kierunku północnym dojeżdża się do sąsiedniego kibucu Deganja Alef, w kierunku północno-wschodnim dojeżdża się do strefy przemysłowej Samach, natomiast w kierunku południowo-wschodnim do drogi nr 90 , która okrąża kibuc od wschodu i północy.